# Factory Girl
«Factory Girl» — песня группы the Rolling Stones с их седьмого студийного альбома Beggars Banquet.
Песня очень похожа на аппалачи фолк мелодию, особенно из-за её минимальной аранжировки, на ней Мик Джаггер исполняет вокальные партии, Кит Ричардс играет на акустической гитаре, Роки Дижон на конгах, Рик Грич из группы Family играет на скрипке, Ники Хопкинс на меллотроне, используя звук мандолины (что указано в заметках к бутлегу) и Чарли Уоттс на табле.
Во время своего выступления в 2003 году Чарли Уоттс сказал: «На песне 'Factory Girl' я делал кое-что, что вам не следует делать, я играл на табле палочками, вместо того, чтобы играть руками, как это делают индийские музыканты, впрочем это очень сложная техника и болезненная, если вы не умейте этого делать».
The song is composed of lyrics musing on the singer’s relationship with a young woman, all while he is waiting for her to come out to meet him;
Waiting for a girl who’s got curlers in her hair
Waiting for a girl, she has no money anywhere
We get buses everywhere, waiting for a factory girl
Ричард рассказал о песни в 2003 году: «Для меня песня 'Factory Girl' стала чем-то вроде 'Molly Malone', an Irish jig; one of those ancient Celtic things that emerge from time to time, or an Appalachian song. В те дни я бы просто пришёл и сыграл бы что-нибудь, сидя в комнате. И бы сделал это в настоящий момент. I would just come up and play something, sitting around the room. I still do that today. If Mick gets interested I’ll carry on working on it; если он не заинтересуется, я брошу это, уйду и скажу: 'Я поработаю над этим и покажу это тебе позже'».
Jagger countered, saying, «Кантри песни, такие как 'Factory Girl' или 'Dear Doctor' с альбома Beggars Banquet были настоящими подделками. There’s a sense of humour in country music anyway, a way of looking at life in a humorous kind of way — and I think we were just acknowledging that element of the music. 'Кантри' песни, которые мы записывали позже, такие как „Dead Flowers“ с альбома Sticky Fingers или „Far Away Eyes“ на альбоме Some Girls были слегка другими. The actual music is played completely straight, but it’s me who’s not going legit with the whole thing, because I think I’m a blues singer not a country singer.»
Песня исполнялась в живую в 1990, 1997 и 2013 годах. Живая запись с Steel Wheels/Urban Jungle Tour была включена в живой альбом 1991 года Flashpoint. Песня также была исполнена на Bridges to Babylon Tour 1997 года. Она была сыграна в Лос-Анджелесе 3 мая 2013 года, а после версия песни с другим названием и лирикой «Glastonbury Girl» была исполнена на фестивале Glastonbury 29 июня 2013 года.

## Участники записи
- Мик Джаггер – вокальные партии
- Кит Ричардс –  акустическая гитара
- Чарли Уоттс –  табла
- Роки Дижон[англ.] – конга
- Ники Хопкинс – меллотрон
- Рик Греч – скрипка